# Liste der Biografien/Tou
Liste der Biografien |
Portal Biografien |
Personensuche
# |
A |
B |
C |
D |
E |
F |
G |
H |
I |
J |
K |
L |
M |
N |
O |
P |
Q |
R |
S |
T |
U |
V |
W |
X |
Y |
Z |
?
 
Ta |
Tc |
Te |
Tf |
Tg |
Th |
Ti |
Tj |
Tk |
Tl |
Tm |
To |
Tq |
Tr |
Ts |
Tu |
Tv |
Tw |
Tx |
Ty |
Tz
 
Toa |
Tob |
Toc |
Tod |
Toe |
Tof |
Tog |
Toh |
Toi |
Toj |
Tok |
Tol |
Tom |
Ton |
Too |
Top |
Toq |
Tor |
Tos |
Tot |
Tou |
Tov |
Tow |
Tox |
Toy |
Toz
Die Liste der Biografien führt alle Personen auf, die in der deutschsprachigen Wikipedia einen Artikel haben. Dieses ist eine Teilliste mit 348 Einträgen von Personen, deren Namen mit den Buchstaben „Tou“ beginnt.

## Tou
- Tou Samouth, kambodschanischer Politiker
- Tou Velle, William E. (1862–1951), US-amerikanischer Politiker
- Tou, Chou-seng (* 1942), taiwanischer Diplomat
- Tou, Petrus Pao-Zin (1911–1986), chinesischer römisch-katholischer Geistlicher und Bischof von Hsinchu

### Toua
- Toua, Dika (* 1984), papua-neuguineische Gewichtheberin
- Touadéra, Faustin-Archange (* 1957), zentralafrikanischer Politiker
- Touaillon, Christine (1878–1928), österreichische Literarhistorikerin, Schriftstellerin und Feministin
- Touati, Mohamed (* 1939), tunesischer Radrennfahrer
- Touati, Mohamed Amine (* 1998), tunesischer Hürdenläufer

### Toub
- Toub, David (* 1961), US-amerikanischer Komponist
- Toub, Shaun (* 1958), iranisch-US-amerikanischer SchauspielerShaun Toub (* 1958)
- Touba, Hamza (* 1991), deutscher Boxer

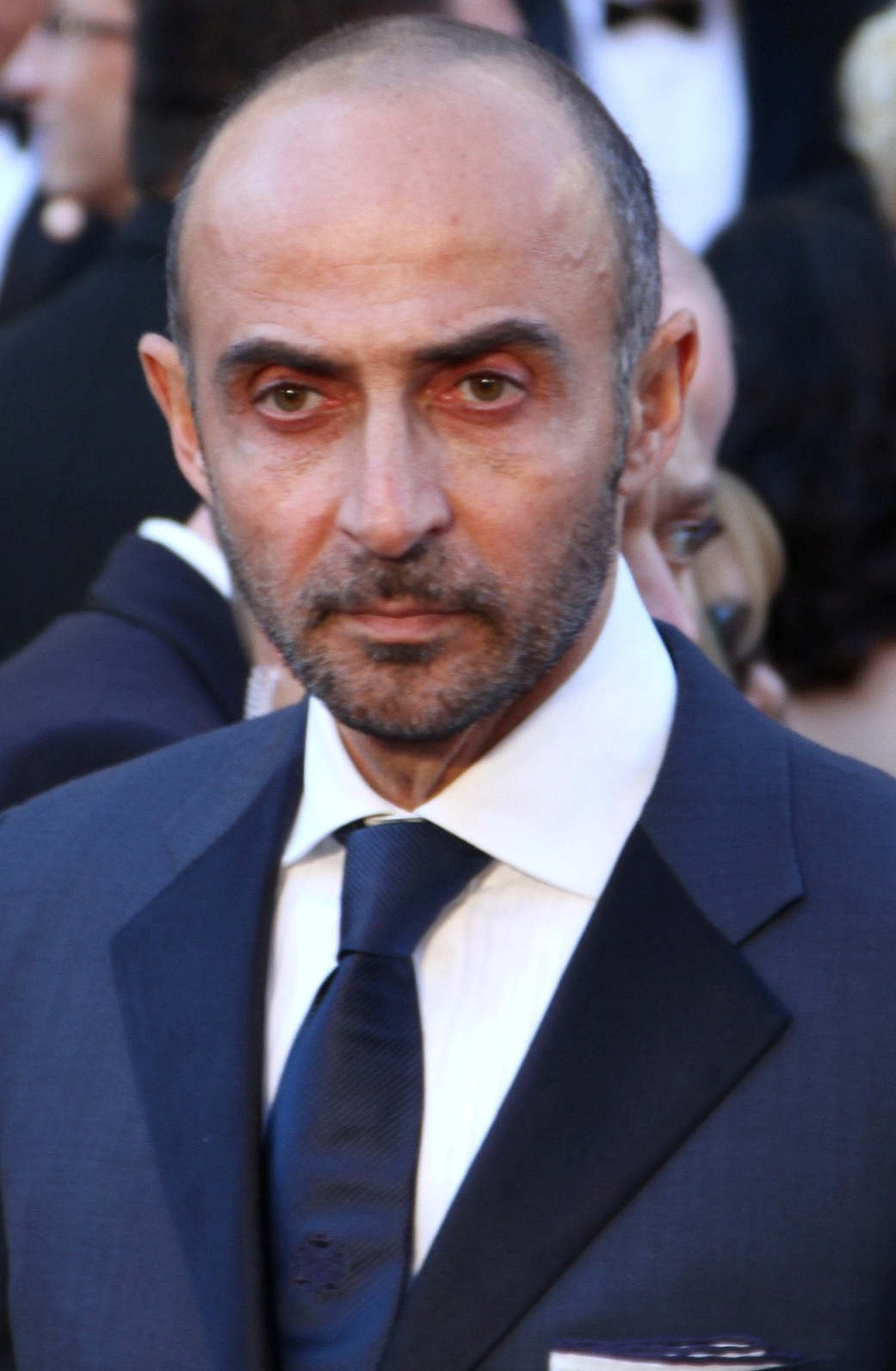
Shaun Toub (* 1958)

- Touba, Jacques (1863–1940), katholischer Geistlicher, Lokalhistoriker Lothringens
- Touba, Pinar (* 1988), türkisch-deutsche Amateurboxerin im Fliegengewicht
- Toubel, Leila, tunesische Schauspielerin und Bühnenautorin
- Touber, Klaas (1922–2011), niederländischer Deportierter, Zwangsarbeiter und Autor
- Toubi, Tawfik (1922–2011), israelischer Politiker
- Toubia, Emeraude (* 1989), kanadische SchauspielerinEmeraude Toubia (* 1989)

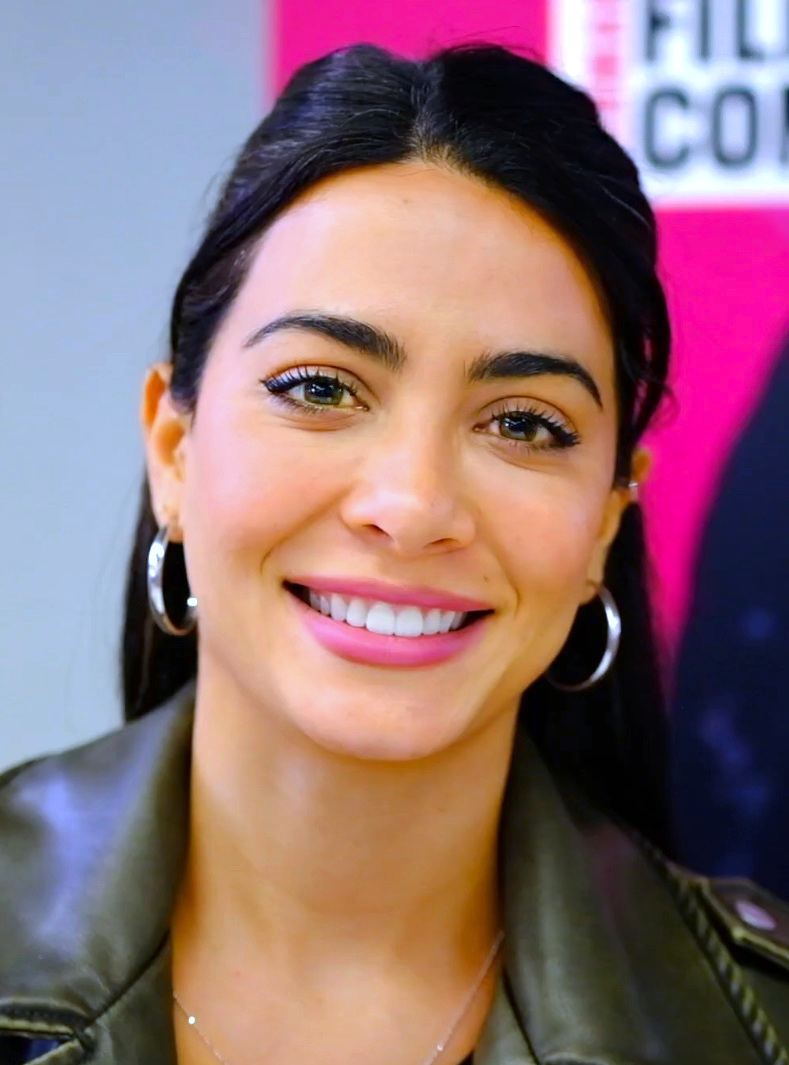
Emeraude Toubia (* 1989)

- Toubia, Gabriel (1930–1997), libanesischer Geistlicher, Erzbischof von Tripolis
- Toubia, Nahid (* 1951), sudanesische Menschen- und Frauenrechtlerin, Ärztin und Hochschullehrerin
- Toublanc, Alicia (* 1996), französische Handballspielerin
- Toublanc, Frédéric (* 1963), französischer Comiczeichner
- Toublanc-Michel, Bernard (1927–2023), französischer Regisseur
- Toubon, Jacques (* 1941), französischer Politiker, MdEP

### Touc
- Toucey, Isaac (1792–1869), US-amerikanischer Politiker
- Touch, Sopharath (* 1979), kambodschanische Diplomatin und Botschafterin
- Touch, Tony (* 1969), amerikanischer DJ/B-Boy/MC
- Touchatout (1835–1910), französischer Journalist und Schriftsteller
- Touche, Firmin (1875–1957), französischer Violinist und Musikpädagoge
- Touche, Jean-Claude (1926–1944), französischer Organist und Komponist
- Touchemoulin, Joseph (1727–1801), französischer Violinist und Komponist des Rokoko
- Touchet, Marie (1549–1638), Dame de Belleville und eine Mätresse des französischen Königs Karl IX.Marie Touchet (1549–1638)

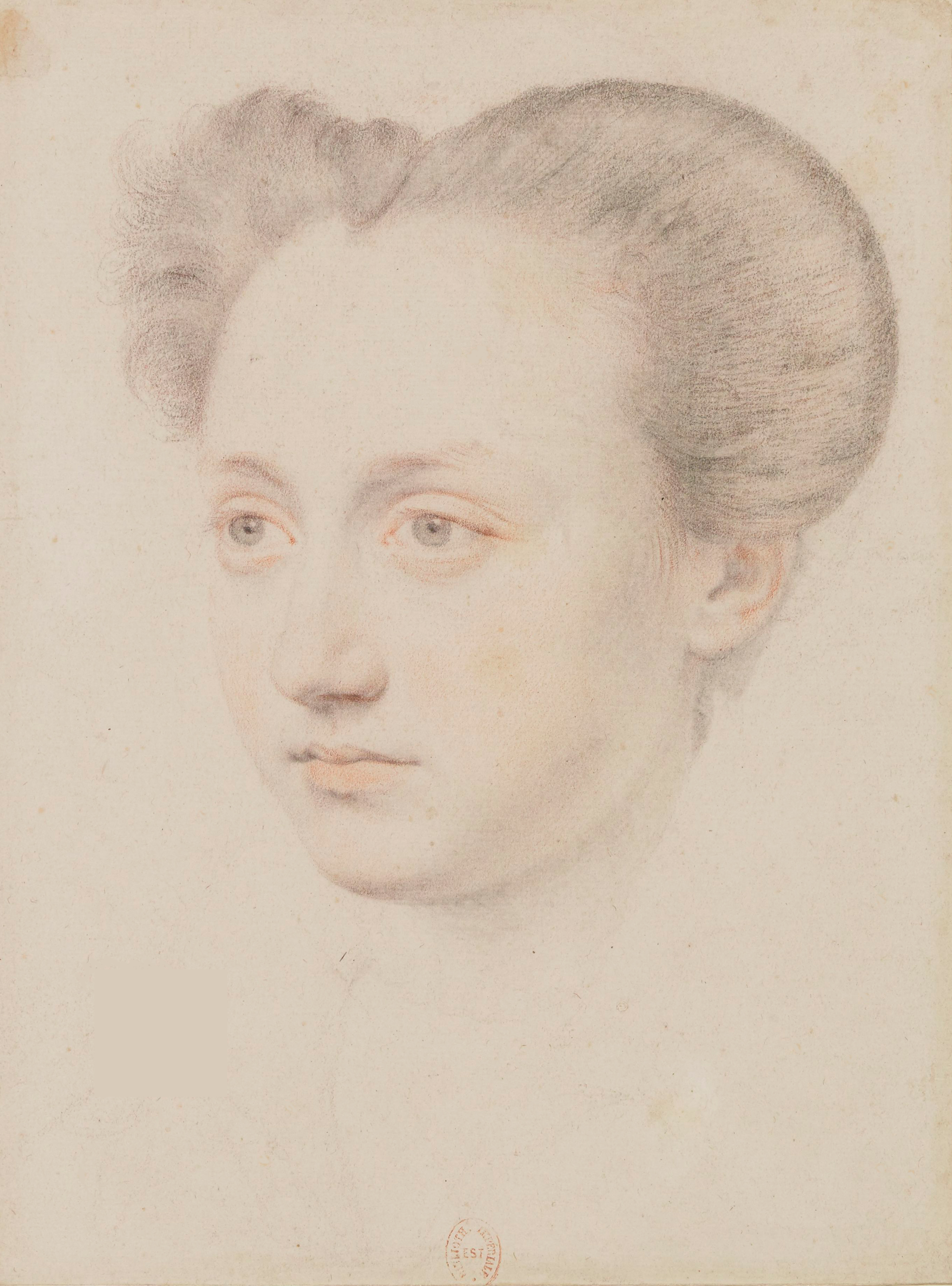
Marie Touchet (1549–1638)

- Touchet, Stanislas (1848–1926), französischer Geistlicher, Bischof von Orléans und Kardinal
- Touchet-Jesson, Thomas, 23. Baron Audley (1913–1963), britischer Peer, Offizier und Politiker
- Touchon, Robert-Auguste (1878–1960), französischer General
- Touchton, Timothy (* 1946), US-amerikanischer Musiker, Komponist und Musikproduzent

### Toud
- Toudal, Emil (* 1996), dänischer Radrennfahrer
- Toudoire, Marius (1852–1922), französischer Architekt
- Toudouze, Simon Alexandre (1850–1909), französischer Maler

### Touf
- Toufar, Josef (1902–1950), tschechischer katholischer Priester
- Touferis, Alexandros (1876–1958), griechisch-französischer Leichtathlet
- Toufexis, Panagiotis (* 1969), griechischer Neogräzist
- Touff, Cy (1927–2003), US-amerikanischer Jazzmusiker
- Touffait, Adolphe (1907–1990), französischer Fußballspieler und Jurist
- Toufighi, Homayoon (* 1990), iranischer Schachgroßmeister

### Toug
- Tough, Dave (1907–1948), US-amerikanischer Schlagzeuger des Jazz

### Touh
- Touhig, Don, Baron Touhig (* 1947), britischer Politiker (Labour), Mitglied des House of Commons
- Touho, Moïse (* 1963), togoischer römisch-katholischer Geistlicher und Bischof von Atakpamé

### Toui
- Touilleux, Bernadette (1924–2010), französische Künstlerin der Art brut

### Touk
- Toukan, Ahmad (1903–1981), jordanischer Politiker; Premierminister des Königreichs Jordanien
- Toukan, Michelle (* 1993), US-amerikanische Skeletonpilotin
- Toukonen, Ismo (* 1954), finnischer Leichtathlet
- Toukonen, Juhani (* 1940), finnischer Oberstleutnant, Magister der Wirtschaftswissenschaften, Kunstmaler und Heraldiker

### Toul
- Toula, Franz (1845–1920), österreichischer Paläontologe und Geologe
- Toulalan, Jérémy (* 1983), französischer FußballspielerJérémy Toulalan (* 1983)

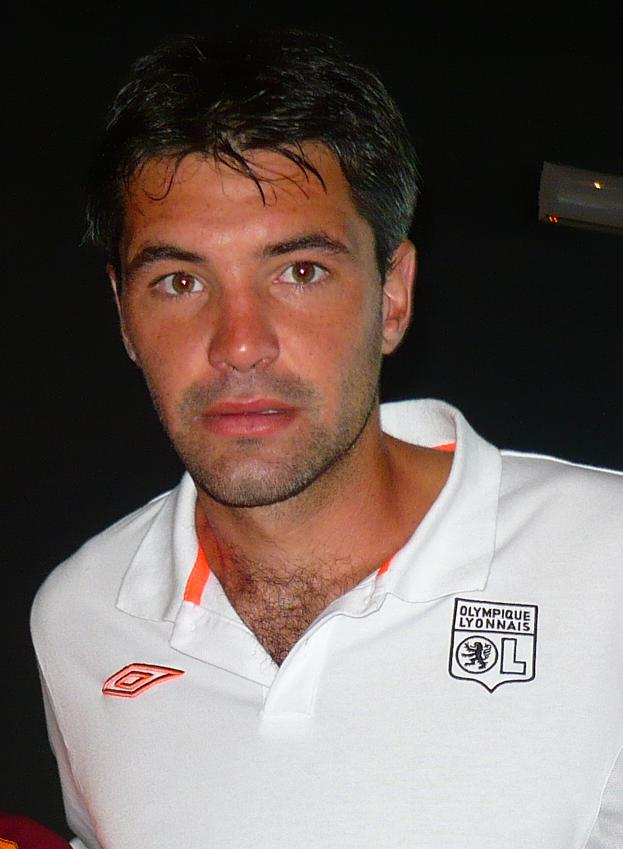
Jérémy Toulalan (* 1983)

- Toulet, Paul-Jean (1867–1920), französischer Dichter und Schriftsteller
- Touli, Nicky (* 1996), samoanischer Segler
- Touliatos, George (1929–2017), US-amerikanischer Schauspieler
- Toulmin, Stephen (1922–2009), britischer Philosoph
- Toulmouche, Auguste (1829–1890), französischer Genremaler
- Toulongeon, André de (1390–1432), Großstallmeister von Frankreich
- Toulongeon, Antoine de (1385–1432), burgundischer Militär des Hundertjährigen Kriegs
- Toulongeon, Jean II. de († 1427), burgundischer Adliger, Marschall von Burgund
- Toulouse, Gérard (1939–2023), französischer Physiker
- Toulouse, Kika (* 1989), US-amerikanische Fußballspielerin
- Toulouse, Louis-Alexandre de Bourbon, comte de (1678–1737), Großjägermeister, Admiral und Pair von Frankreich, Sohn Ludwigs XIV.
- Toulouse-Lautrec, Henri de (1864–1901), französischer Maler und GrafikerHenri de Toulouse-Lautrec (1864–1901)

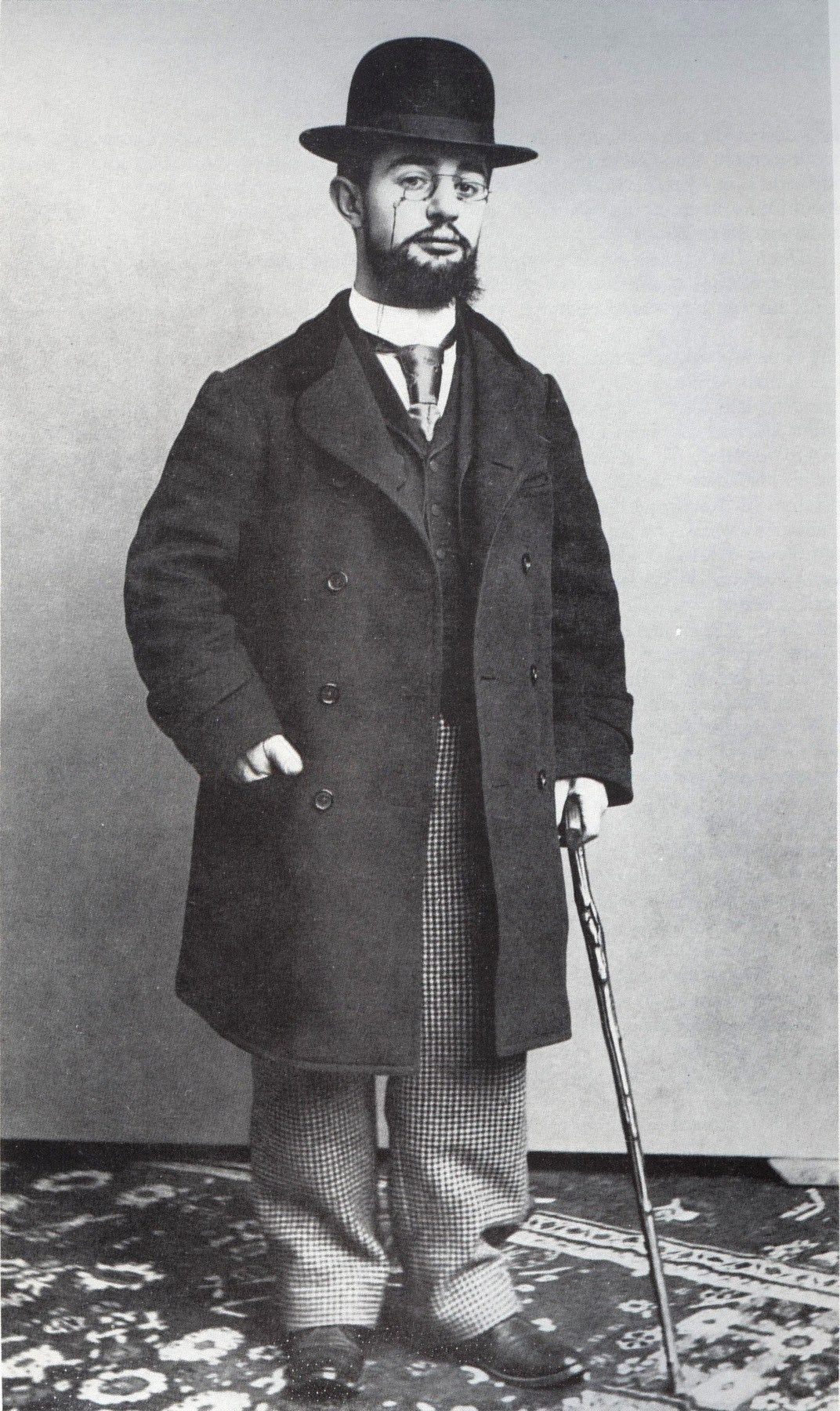
Henri de Toulouse-Lautrec (1864–1901)

- Toulson, Lois (* 1999), britische Wasserspringerin
- Toulson, Roger, Lord Toulson (1946–2017), britischer Anwalt und Richter am Obersten Gerichtshof des Vereinigten Königreichs
- Touly, Carla (* 1996), französische Tennisspielerin

### Toum
- Touma (* 1971), japanischer Künstler
- Touma, Sharbel (* 1979), schwedischer Fußballspieler
- Touma-Suleiman, Aida (* 1964), israelische Politikerin
- Toumandji, Hervé (* 1994), französisch-zentralafrikanischer Sprinter
- Toumanoff, Cyrille (1913–1997), georgisch-russisch-US-amerikanischer Historiker und Experte für Kaukasien im Mittelalter
- Toumanova, Tamara (1919–1996), russisch-amerikanische Balletttänzerin
- Toumba, Boubacar (1940–2023), nigrischer Offizier und Politiker
- Toume, Kei (* 1970), japanische Manga-Zeichnerin
- Toumi, Aymen (* 1990), tunesischer Handballspieler
- Toumi, Fatma Zouhour (* 1971), tunesische Speerwerferin
- Toumi, Hakim (* 1961), algerischer Leichtathlet
- Toumi, Mustapha (1937–2013), algerischer Schriftsteller
- Toumi, Raja (* 1978), tunesische Handballspielerin
- Toumire, Hugo (* 2001), französischer Radrennfahrer

### Toun
- Tounekti, Sebastian (* 2002), tunesischer Fußballspieler
- Tounens, Orélie Antoine de (1825–1878), französischer Anwalt, Abenteurer und selbsternannter König von Araukarien und Patagonien
- Toungui, Paul (* 1950), gabunischer Politiker der PDG
- Tounkara, Aïssatou (* 1995), französische Fußballspielerin
- Tounkara, Fodé (1985–1999), guineischer blinder Passagier
- Tounkara, Yahaya (* 1939), nigrischer Politiker
- Tounsi, Abderrahim (1936–2023), marokkanischer Humorist
- Tounsi, Mahmoud (1944–2001), tunesischer Maler und Schriftsteller
- Tounsi, Mokhtar, tunesischer asch'aritischer Theologe
- Tountas, Nick (1934–2012), US-amerikanischer Jazz-Bassist

### Touo
- Touon, Ella (* 2003), Schweizer Fussballspielerin

### Toup
- Ťoupal, Kamil (* 1973), deutsch-tschechischer Eishockeyspieler
- Ťoupal, Radek (* 1966), tschechischer Eishockeyspieler
- Ťoupalík, Adam (* 1996), tschechischer Radrennfahrer
- Toupane, Axel (* 1992), französischer Basketballspieler
- Toupane, Jean-Aimé (* 1958), senegalesisch-französischer Basketballtrainer und -spieler
- Toupé, David (* 1977), französischer Badmintonspieler
- Toupet, Tim (* 1971), deutscher Friseurmeister und SängerTim Toupet (* 1971)

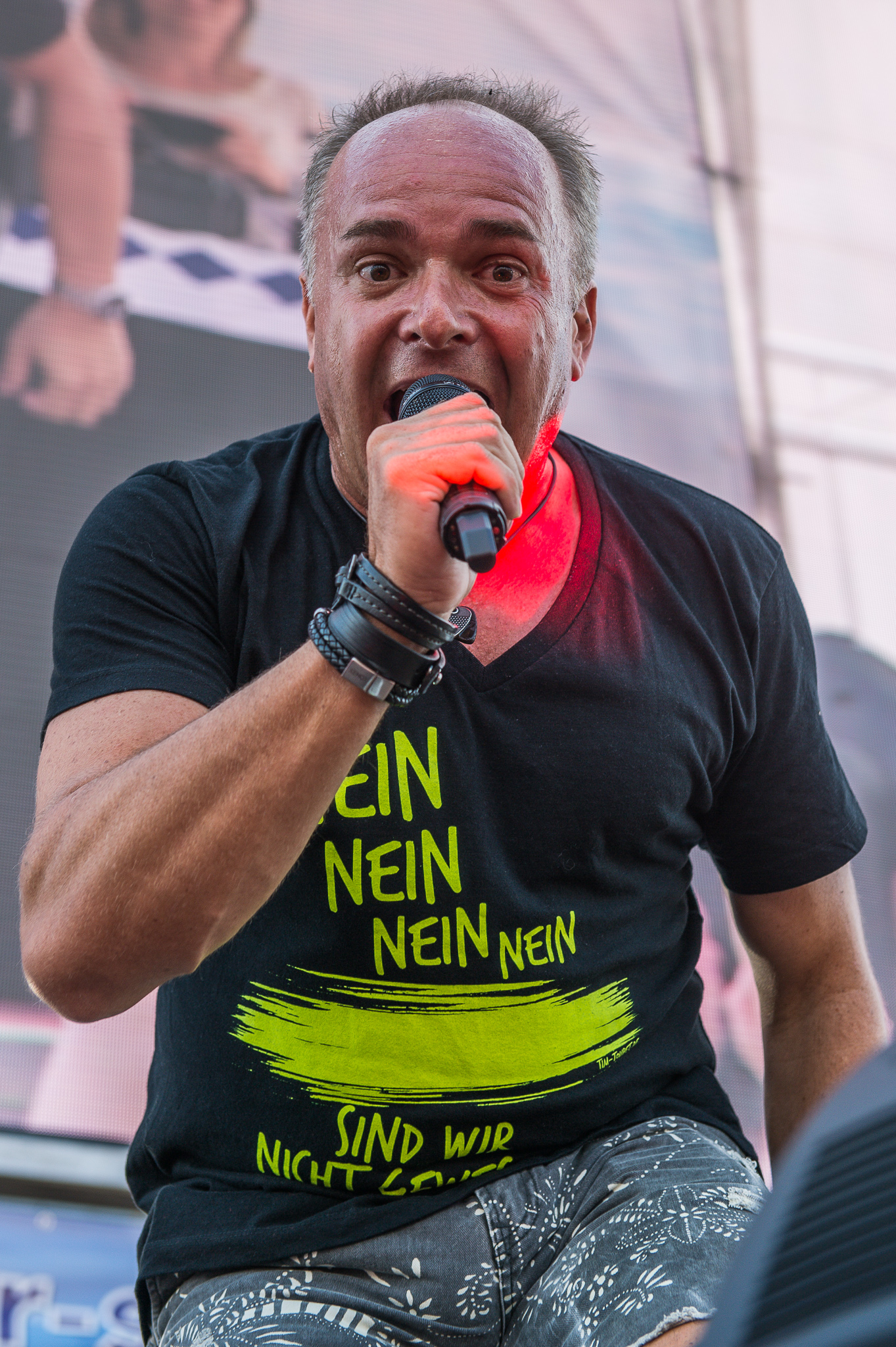
Tim Toupet (* 1971)

- Toupin, Felix A. (1886–1965), US-amerikanischer Politiker
- Toups, David Leon (* 1971), US-amerikanischer römisch-katholischer Geistlicher, Bischof von Beaumont

### Touq
- Touqan, Fadwa (1917–2003), palästinensische Dichterin
- Touqan, Ibrahim (1905–1941), palästinensischer Dichter

### Tour
- Tour, James Mitchell (* 1959), US-amerikanischer ChemikerJames Mitchell Tour (* 1959)

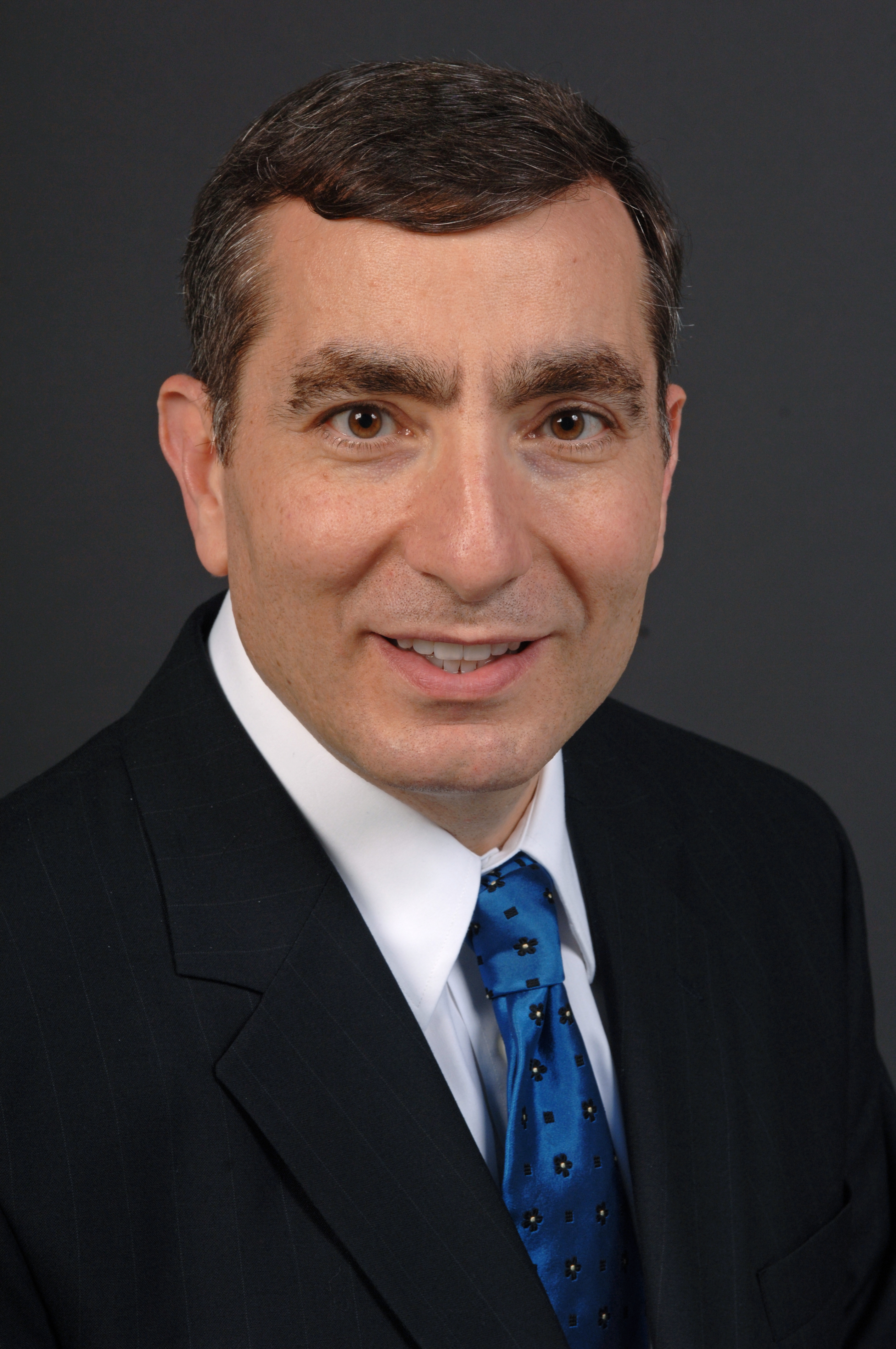
James Mitchell Tour (* 1959)

- Touraine, Alain (1925–2023), französischer Soziologe
- Touraine, Marisol (* 1959), französische Politikerin (PS), Mitglied der Nationalversammlung, Ministerin
- Touran, Dana (* 1993), jordanische Taekwondoin
- Tourangeau, Huguette (1938–2018), kanadische Opernsängerin (Alt)
- Tourani, Ghorban (1952–2005), iranischer Konvertit
- Touratsoglou, Ioannis (1940–2021), griechischer Numismatiker und Museumsleiter
- Touray, A. K. († 2002), gambischer Politiker
- Touray, Adam (* 1994), deutscher Basketballspieler
- Touray, Alasan N., Politiker in Britisch-Gambia
- Touray, Almamy, gambischer Politiker
- Touray, Assan (* 1967), gambischer Politiker
- Touray, Cherno Barra (* 1944), gambischer Pädagoge, Fußballnationalspieler, Fußballnationaltrainer, Verwaltungsbeamter und Diplomat
- Touray, Dodou, gambischer Fußballspieler
- Touray, Emil, gambischer Journalist
- Touray, Fafa, gambischer Politiker
- Touray, Ganyie (* 1950), gambischer Politiker
- Touray, Ibou (* 1994), gambischer Fußballspieler
- Touray, Isatou (* 1955), gambische Politikerin und Frauenrechtsaktivistin
- Touray, Isatou (* 1986), gambische Fußballschiedsrichterin
- Touray, Josephine (* 1979), dänische Handballspielerin
- Touray, Kabba, gambischer Politiker
- Touray, Kebba E. A., gambischer Politiker
- Touray, Kebba M. († 2006), gambischer Politiker
- Touray, Mam, gambische Leichtathletin
- Touray, Momodou S., gambischer Politiker
- Touray, Njogu (* 1960), gambischer Künstler
- Touray, Nuha, gambischer Politiker und Verwaltungsbeamter
- Touray, Omar (* 1965), gambischer Politiker und Diplomat
- Touray, Ousman, gambischer Politiker
- Touray, Pa Dembo (* 1980), gambischer Fußballspieler
- Touray, Sainey, gambischer Politiker
- Touray, Suwaibou (* 1957), gambischer Politiker
- Touray, Yankuba (* 1966), gambischer Politiker
- Tourbe, Cédric (* 1972), französischer Dokumentarfilmer
- Tourbié, Franz (1847–1910), deutscher Amtsrichter, sozialpolitischer Stadtrat im Magistrat von Berlin
- Touré, Abdoulaye (* 1994), französischer Fußballspieler
- Touré, Adama (1936–2012), burkinischer Politiker
- Touré, Ahmed Sékou (1922–1984), guineischer DiktatorAhmed Sékou Touré (1922–1984)

Ahmed Sékou Touré (1922–1984)

- Toure, Aissata (* 1990), guineische Sprinterin
- Touré, Ali Farka (1939–2006), malischer Bluesmusiker
- Touré, Almamy (* 1996), malisch-französischer Fußballspieler
- Touré, Amadou Toumani (1948–2020), malischer Politiker; Präsident von Mali (2002–2012)
- Touré, Amara, ivorischer Politiker
- Touré, Aminata (* 1962), senegalesische Politikerin
- Touré, Aminata (* 1992), deutsche Politikerin (Bündnis 90/Die Grünen), MdL Schleswig-HolsteinAminata Touré (* 1992)

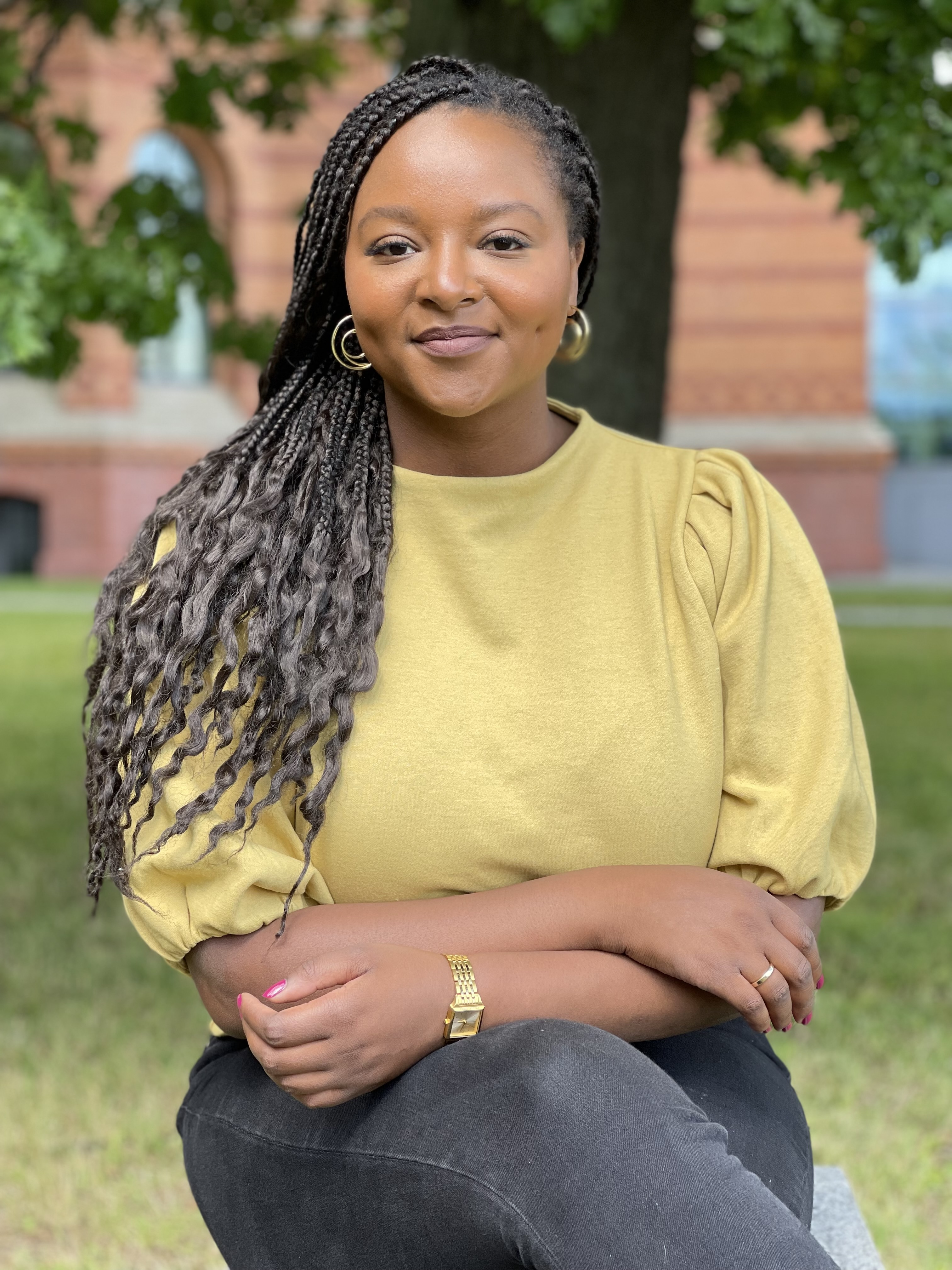
Aminata Touré (* 1992)

- Touré, Aminatou Maïga (* 1955), nigrische Diplomatin und Politikerin
- Touré, Andrée (* 1934), guineische Präsidentengattin
- Touré, Assimiou (* 1988), togoischer Fußballspieler
- Touré, Babacar (* 1985), senegalesischer Basketballspieler
- Touré, Babacar (* 1988), mauretanischer Fußballspieler
- Touré, Bazoumana (* 2006), ivorischer Fußballspieler
- Touré, Ben Hamed (* 2003), ivorischer Fußballspieler
- Touré, Birama (* 1992), malischer Fußballspieler
- Touré, Demba (* 1984), senegalesischer Fußballspieler
- Touré, Djeneba (* 1996), österreichische Leichtathletin
- Toure, Doudou (* 1991), mauretanischer Fußballspieler
- Touré, El Bilal (* 2001), malischer Fußballspieler
- Touré, Fandje (* 2002), guineischer Fußballspieler
- Touré, Fatalmoudou (* 1963), malische Sprinterin
- Touré, Fatimata (* 1956), malische Frauenrechtsaktivistin
- Touré, Gnima (* 1975), senegalesische Leichtathletin
- Touré, Hamadoun (* 1953), malischer Politiker
- Touré, Ibrahim (1985–2014), ivorischer Fußballspieler
- Touré, Idrissa (* 1998), deutscher Fußballspieler
- Touré, José (* 1961), französischer Fußballspieler
- Touré, Kadiatou (* 1983), malische Basketballspielerin
- Touré, Karidja (* 1994), französische Filmschauspielerin
- Touré, Keme Bourema († 1888), General Samory Tourés Armee
- Touré, Kolo (* 1981), ivorischer Fußballspieler und -trainerKolo Touré (* 1981)

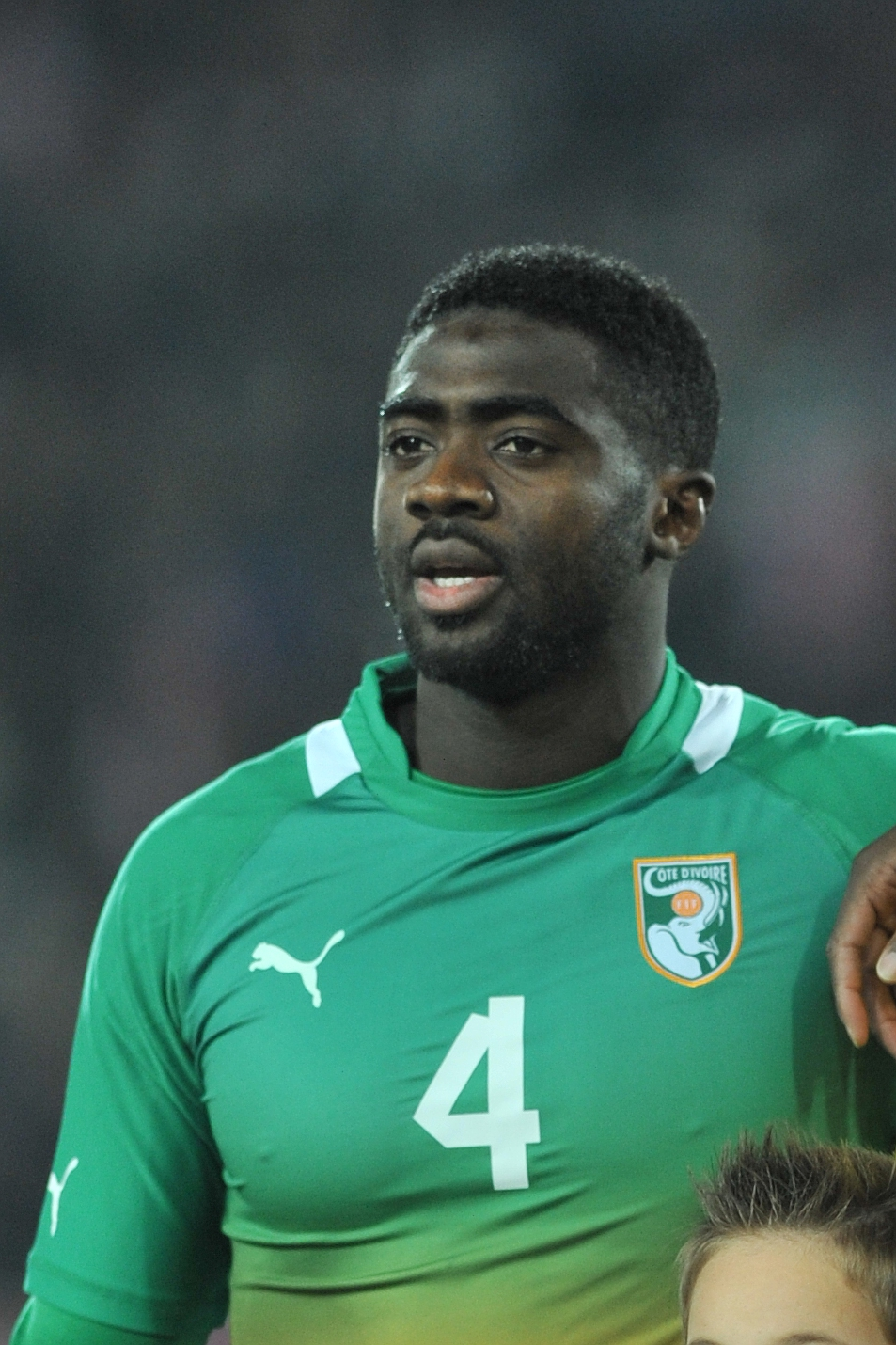
Kolo Touré (* 1981)

- Touré, Lamine (* 2003), senegalesischer Fußballspieler
- Touré, Madina (* 2002), burkinische Sprinterin
- Toure, Mahamane (* 2000), malischer Fußballspieler
- Touré, Mamam Cherif (* 1978), togoischer Fußballspieler
- Touré, Mohamed (* 2004), australischer Fußballspieler
- Touré, Moussa (* 1958), senegalesischer Filmregisseur, Drehbuchautor und Filmproduzent
- Touré, Oumar (* 1996), malischer Schwimmer
- Touré, Oumar (* 1998), guineischer Fußballspieler
- Touré, Samory († 1900), muslimischer Militärführer in Westafrika
- Touré, Sékou (1934–2003), ivorischer Fußballspieler
- Touré, Sherif (* 1981), togoischer Fußballspieler
- Touré, Sidya (* 1945), guineischer Politiker, Premierminister von Guinea
- Touré, Souleymane Isaak (* 2003), französischer Fußballspieler
- Touré, Sylla M’Mah (* 1978), guineische Sprinterin
- Touré, Thomas (* 1993), ivorisch-französischer Fußballspieler
- Touré, Tidiane (* 2004), französisch-deutscher Fußballspieler
- Touré, Vakaba († 1858), westafrikanischer Stammesführer
- Touré, Vieux Farka (* 1981), malischer Sänger und Gitarrist
- Touré, Yannick (* 2000), Schweizer Fussballspieler
- Touré, Yaya (* 1983), ivorischer FußballspielerYaya Touré (* 1983)

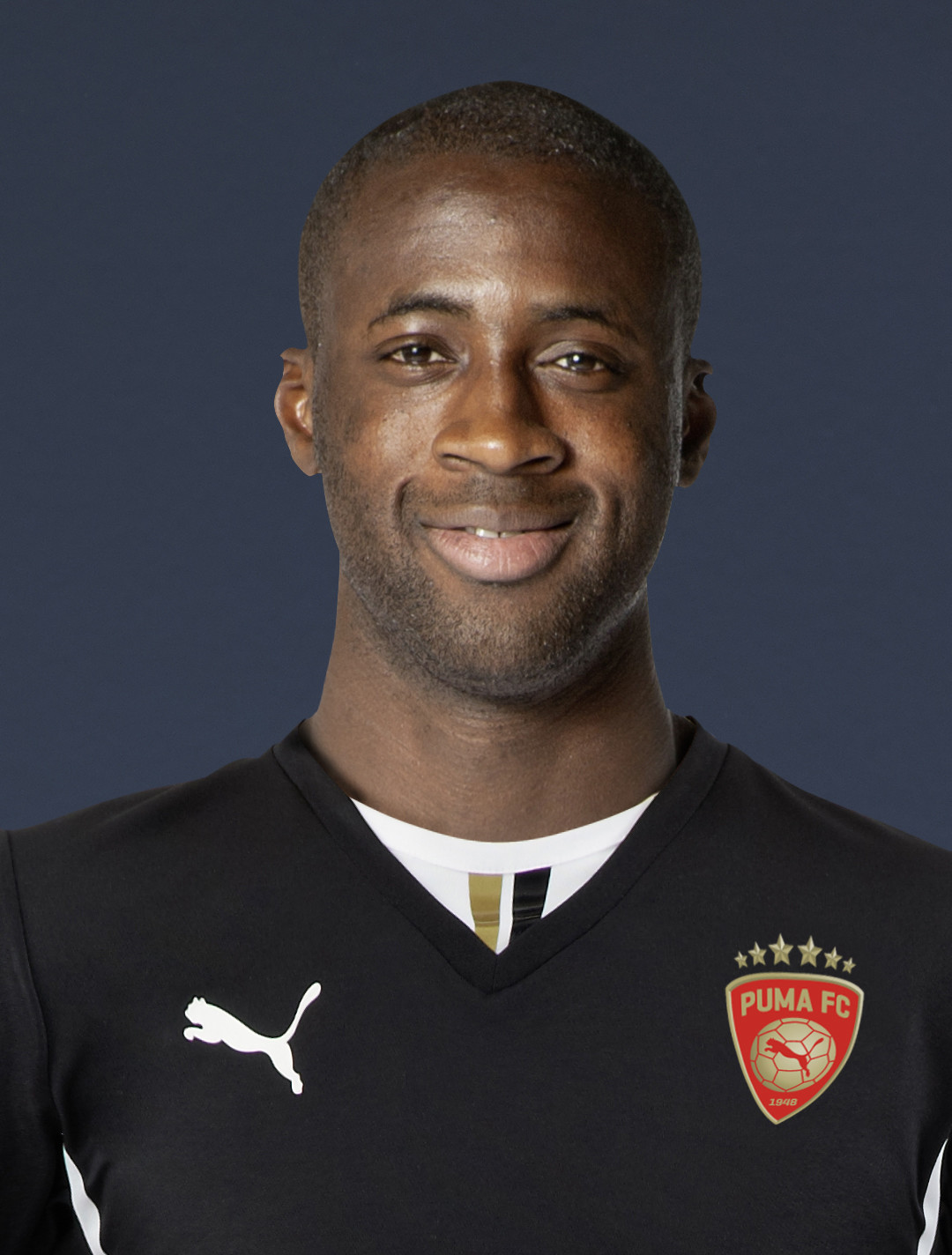
Yaya Touré (* 1983)

- Touré, Younoussi (1941–2022), malischer Politiker, Ministerpräsident von Mali
- Touré, Zargo (* 1989), senegalesischer Fußballspieler
- Tourel, Jennie (1900–1973), russisch-amerikanische Opernsängerin (Mezzosopran) und Gesangspädagogin
- Tourette, Georges Gilles de la (1857–1904), französischer Neurologe und Rechtsmediziner, beschrieb 1885 das Tourette-SyndromGeorges Gilles de la Tourette (1857–1904)

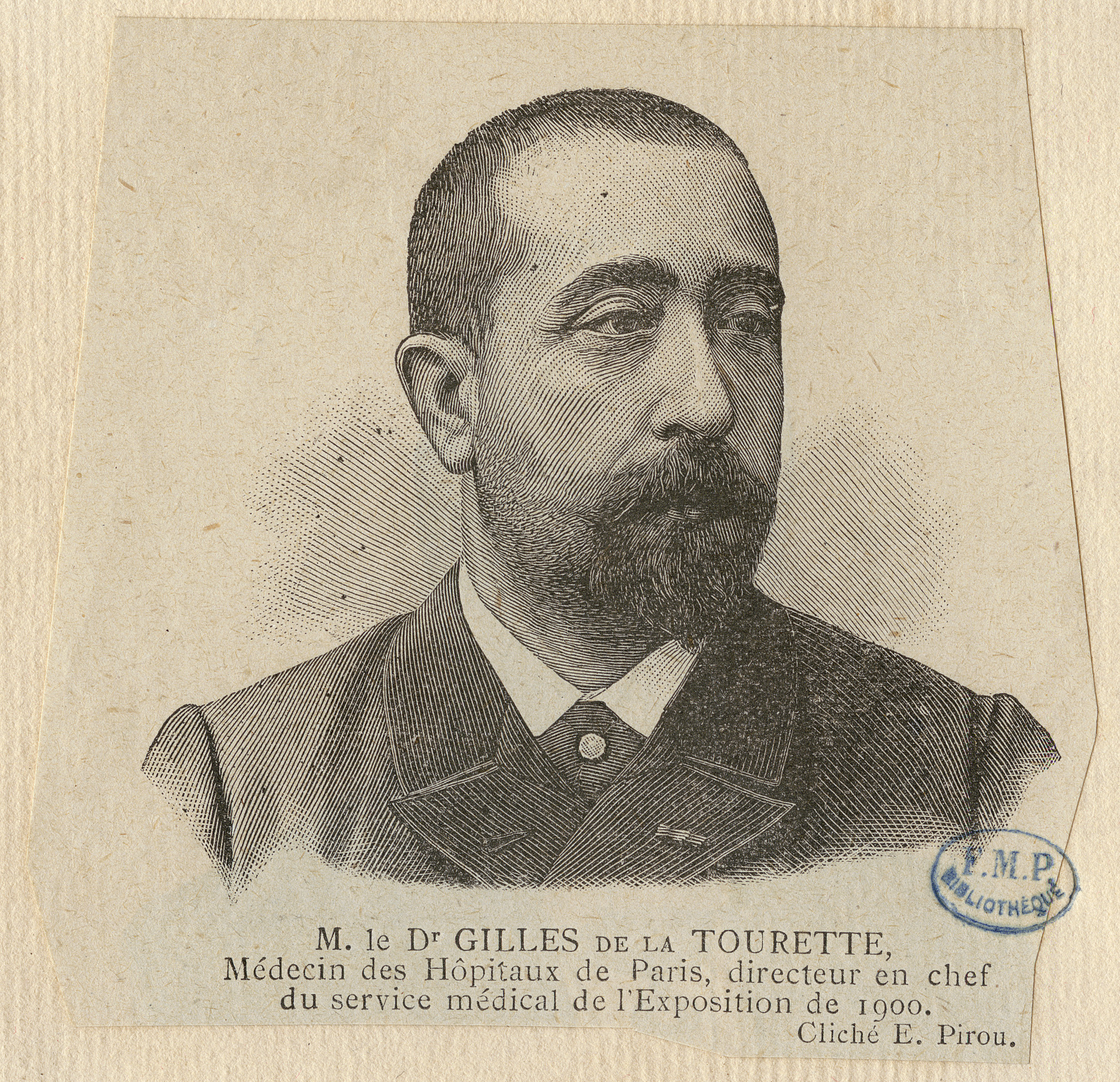
Georges Gilles de la Tourette (1857–1904)

- Touretzky, David S., amerikanischer Informatiker
- Tourian, Bedros (1851–1872), armenischer Dichter, Dramaturg und Schauspieler
- Tourian, Yeghische (1860–1930), armenischer Patriarch von Konstantinopel und Jerusalem
- Tourigny, André (* 1974), kanadischer Eishockeytrainer
- Tourinho Neto, Antônio (* 1964), brasilianischer Geistlicher, römisch-katholischer Bischof von Cruz das Almas
- Tourjansky, Viktor (1891–1976), international tätiger Filmregisseur ukrainischer Herkunft
- Tourkolekas, Stamatelos († 1816), griechischer Bauer, Dieb und Freiheitskämpfer
- Tourlonias, Joelle (* 1985), deutsche Illustratorin
- Tournadre, Jean-Louis (* 1958), französischer Motorradrennfahrer
- Tournant, Arnaud (* 1978), französischer Radrennfahrer
- Tournat, Nicolas (* 1994), französischer Handballspieler
- Tournay, Jasper († 1635), niederländischer Drucker
- Tournay, Mathieu-Jean-Baptiste Nioche de (1767–1844), französischer Textdichter und Dramatiker
- Tournay, Raymond-Jacques (1912–1999), französischer Exeget und Assyriologe
- Tourné, Constant (* 1955), belgischer Radrennfahrer
- Tourné, Daisy (1951–2022), uruguayische Politikerin
- Tourne, Richard (* 1951), französischer Eisschnellläufer
- Tourneau, Wilhelm (1794–1860), Bürgermeister von Kirchhellen, Bottrop und Osterfeld
- Tournefort, Joseph Pitton de (1656–1708), französischer Geistlicher und Botaniker
- Tournel, Guillaume du, französischer Adliger, Marschall von Frankreich
- Tournemine, René-Joseph de (1661–1739), französischer Jesuit und Autor
- Tournemire, Charles (1870–1939), französischer Organist und KomponistCharles Tournemire (1870–1939)

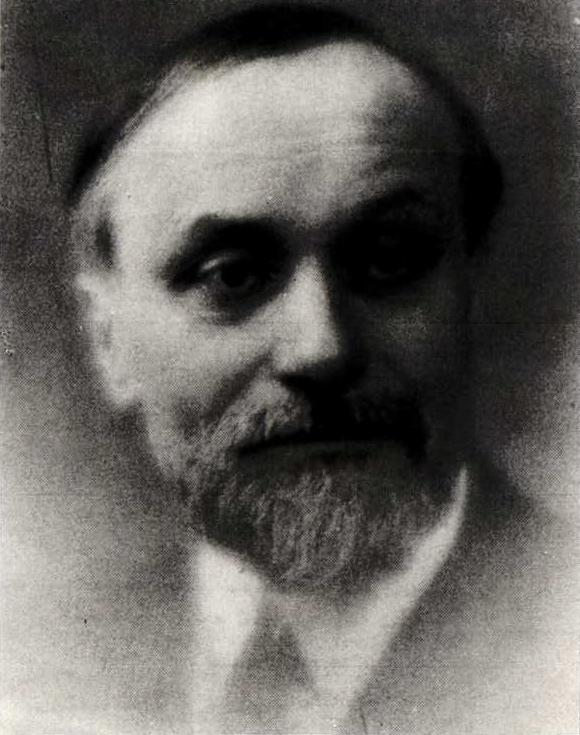
Charles Tournemire (1870–1939)

- Tournes, Jean de (1504–1564), französischer Drucker und Verleger
- Tourneur, Cyril († 1626), englischer Dichter und Dramatiker
- Tourneur, Jacques (1904–1977), US-amerikanischer Filmregisseur französischer Abstammung
- Tourneur, Maurice (1873–1961), französischer Drehbuchautor und Regisseur
- Tourneur, Nicole (1950–2011), französische Schriftstellerin
- Tourneux, Maurice (1849–1917), französischer Biograph, Historiker, Autor und Verleger
- Tourneux, Samuel (* 1973), französischer Trickfilmregisseur und Animator
- Tourniaire, Jacques (1772–1829), französischer Kunstreiter, Tierhändler, Prinzipal eines Zirkus und Besitzer einer Wandermenagerie
- Tournier, Jean (1926–2004), französischer Kameramann
- Tournier, Jean-Joseph (1842–1924), französischer Geistlicher und römisch-katholischer Weihbischof in Karthago
- Tournier, Louis (1828–1898), Schweizer reformierter Theologe
- Tournier, Marcel (1879–1951), französischer Harfenist und Komponist
- Tournier, Michel (1924–2016), französischer SchriftstellerMichel Tournier (1924–2016)

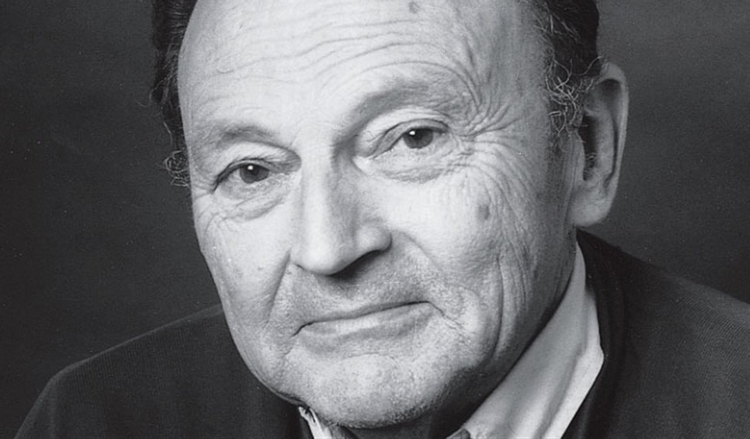
Michel Tournier (1924–2016)

- Tournier, Nicolas (* 1590), französischer Maler
- Tournier, Paul (1898–1986), Schweizer Arzt und Schriftsteller
- Tournier, Robert (1927–2014), französischer Aktivist der deutsch-französischen Aussöhnungsbewegung nach dem Zweiten Weltkrieg
- Tournon, François II. de (1489–1562), französischer Kleriker, Kardinal und Erzbischof
- Tournon, Jean-François (1905–1986), französischer Säbelfechter
- Tournon, Just I. de († 1525), französischer Adliger und Militär, Gouverneur von Lyon
- Tourny, Louis-Urbain-Aubert de (1695–1760), französischer Intendant (hoher Verwaltungsbeamter)
- Touro, Judah (1775–1854), amerikanisch-jüdischer Geschäftsmann und Philanthrop
- Touron, Pascal (* 1973), französischer Ruderer
- Tourot, Johannes, franko-flämischer Komponist und Kantor
- Tourou, Riccarda (* 1943), österreichische UN-Mitarbeiterin und Leiterin der UNPA Europa
- Touroul, Raymond (1939–2006), französischer Autorennfahrer und Stuntman
- Tourouvre (* 1739), französischer Hochstapler
- Tourreil, Jacques de (1656–1714), französischer Jurist, Gräzist, Übersetzer und Mitglied der Académie française
- Tourreilles, Francisco, uruguayischer Politiker
- Tourret, Anaëlle (* 1992), französische Harfenistin
- Tourret, Philippe (* 1967), französischer Leichtathlet
- Tourte, Abraham Louis (1818–1863), Schweizer Politiker, Maler und Diplomat
- Tourte, François († 1835), französischer Streichinstrumenten-Bogenbauer
- Tourte, Nicolas (* 1979), französischer Tennisspieler
- Tourte-Cherbuliez, Marie (1793–1863), Schweizer Schriftstellerin, Übersetzerin und Literaturkritikerin
- Tourton, Jean-Claude (1655–1724), französisch-schweizerischer Bankier
- Tourtoulon, Charles de (1836–1913), französischer Historiker, Romanist, Okzitanist und Dialektologe
- Tourtual, Kaspar Theobald (1802–1865), deutscher Mediziner und Anatom
- Tourville, Alfred (* 1908), kanadischer Radrennfahrer
- Tourville, Anne Hilarion de Costentin de (1642–1701), französischer Admiral und Marschall von Frankreich
- Toury, Ben (* 1982), französischer Musiker
- Toury, Gideon (1942–2016), israelischer Literatur- und Sprachwissenschaftler
- Toury, Jacob (1915–2004), deutsch-israelischer Historiker und Pädagoge

### Tous
- Tous y Soler, Joseph (1811–1871), spanischer römisch-katholischer Kapuzinerpater, Seliger
- Tous, Paco (* 1964), spanischer SchauspielerPaco Tous (* 1964)

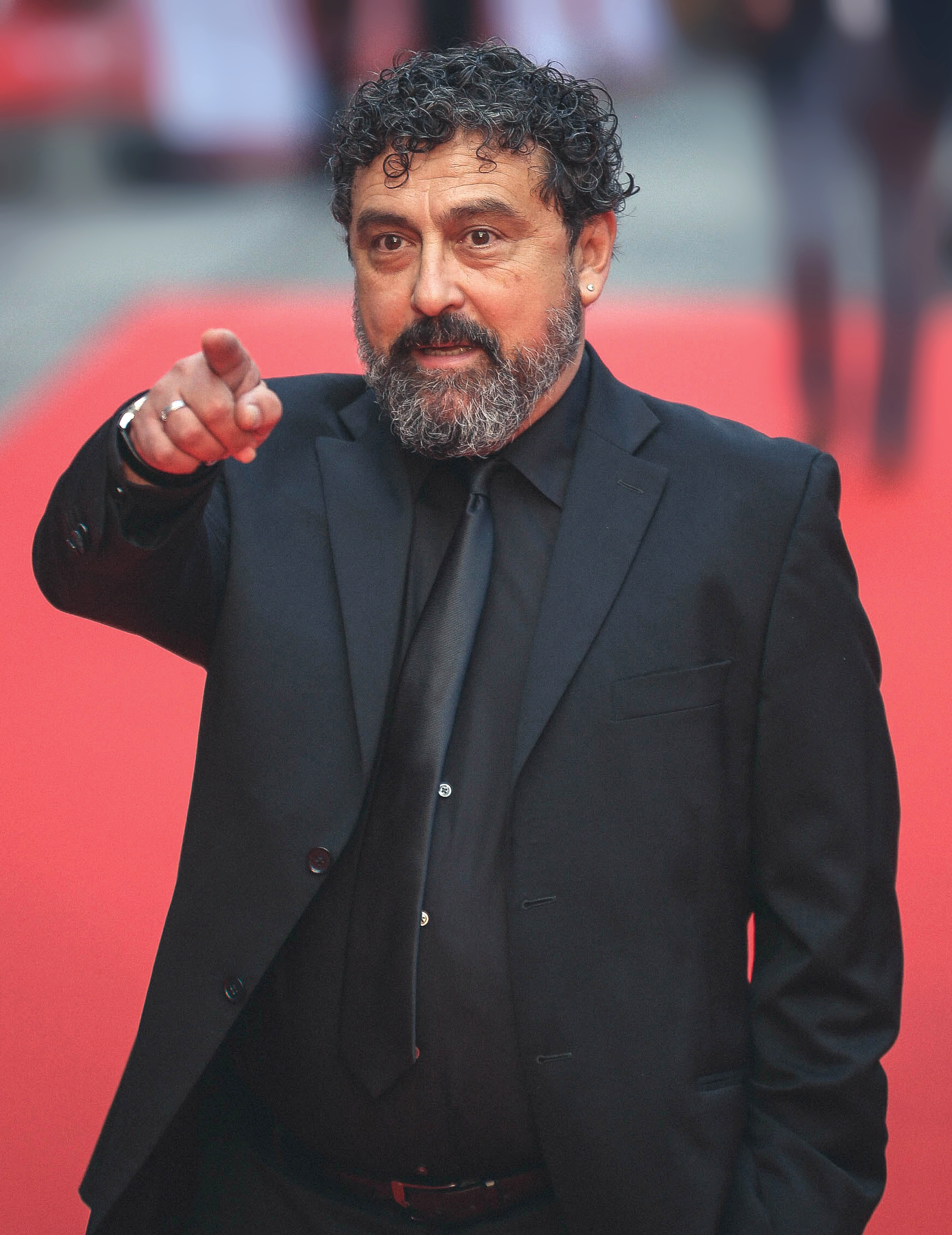
Paco Tous (* 1964)

- Tousart, Lucas (* 1997), französischer Fußballspieler
- Touschek, Bruno (1921–1978), österreichischer Physiker
- Touseul, Antoine (1921–1991), deutscher Angehöriger der Waffen-SS
- Tousey, Richard (1908–1997), US-amerikanischer Physiker und Astronom
- Tousez, Madame (1788–1864), französische Schauspielerin
- Toushin, Steven (* 1946), US-amerikanischer Filmproduzent, Drehbuchautor, Autor und Theaterbetreiber
- Tousi, Maryam (* 1988), iranische Sprinterin
- Tousignant, François (1955–2019), kanadischer Komponist und Musikkritiker
- Toussaint Louverture (1743–1803), Anführer der Haitianischen RevolutionToussaint Louverture (1743–1803)

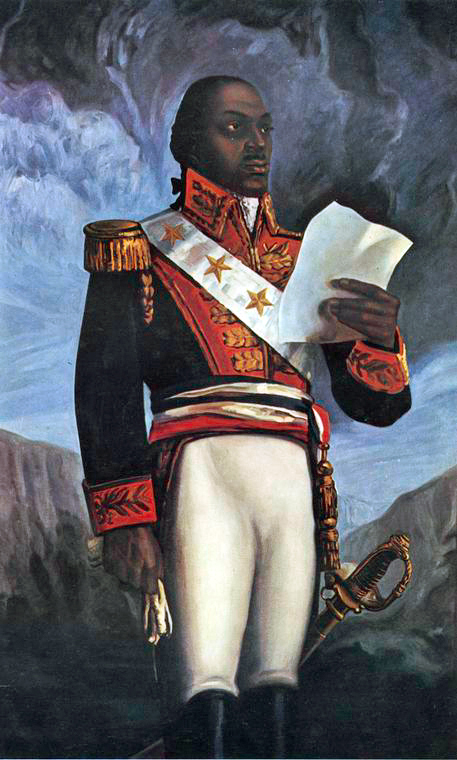
Toussaint Louverture (1743–1803)

- Toussaint y Ritter, Manuel (1890–1955), mexikanischer Kunsthistoriker
- Toussaint, Allen (1938–2015), amerikanischer Musiker
- Toussaint, Anne-Dominique (* 1959), belgische Filmproduzentin
- Toussaint, Armand (1806–1862), französischer Bildhauer
- Toussaint, Beth (* 1962), US-amerikanische Schauspielerin
- Toussaint, Cédric (* 2001), haitianisch-kanadischer Fußballspieler
- Toussaint, Charles (1813–1877), französischer Sprachlehrer
- Toussaint, Cheryl (* 1952), US-amerikanische Mittelstreckenläuferin und Sprinterin.
- Toussaint, Erick (* 1965), haitianischer Geistlicher, römisch-katholischer Bischof von Jacmel
- Toussaint, Ernest (1908–1942), luxemburgischer Boxer
- Toussaint, Eugenio (1954–2011), mexikanischer Jazzpianist, Komponist und Arrangeur
- Toussaint, François-Vincent (1715–1772), französischer Autor, Journalist Rechtsanwalt und Enzyklopädist
- Toussaint, Gia (* 1959), deutsche Kunsthistorikerin
- Toussaint, Hans (1902–1977), deutscher Volkswirt und Politiker (CDU), MdL, MdB
- Toussaint, Henry (1847–1890), französischer Arzt und Veterinär
- Toussaint, Herbert Laschet (* 1957), deutscher Lyriker und Herausgeber
- Toussaint, Ingo (* 1950), deutscher Historiker und Bibliothekar
- Toussaint, Jacques († 1547), französischer Altphilologe (Gräzist)
- Toussaint, Jean (* 1960), US-amerikanischer Jazzsaxophonist
- Toussaint, Jean-Philippe (* 1957), belgischer Schriftsteller und Regisseur
- Toussaint, Karl Ernst Willibald (1836–1898), deutscher Reichsgerichtsrat
- Toussaint, Kira (* 1994), niederländische Schwimmerin
- Toussaint, Lorraine (* 1960), US-amerikanische SchauspielerinLorraine Toussaint (* 1960)

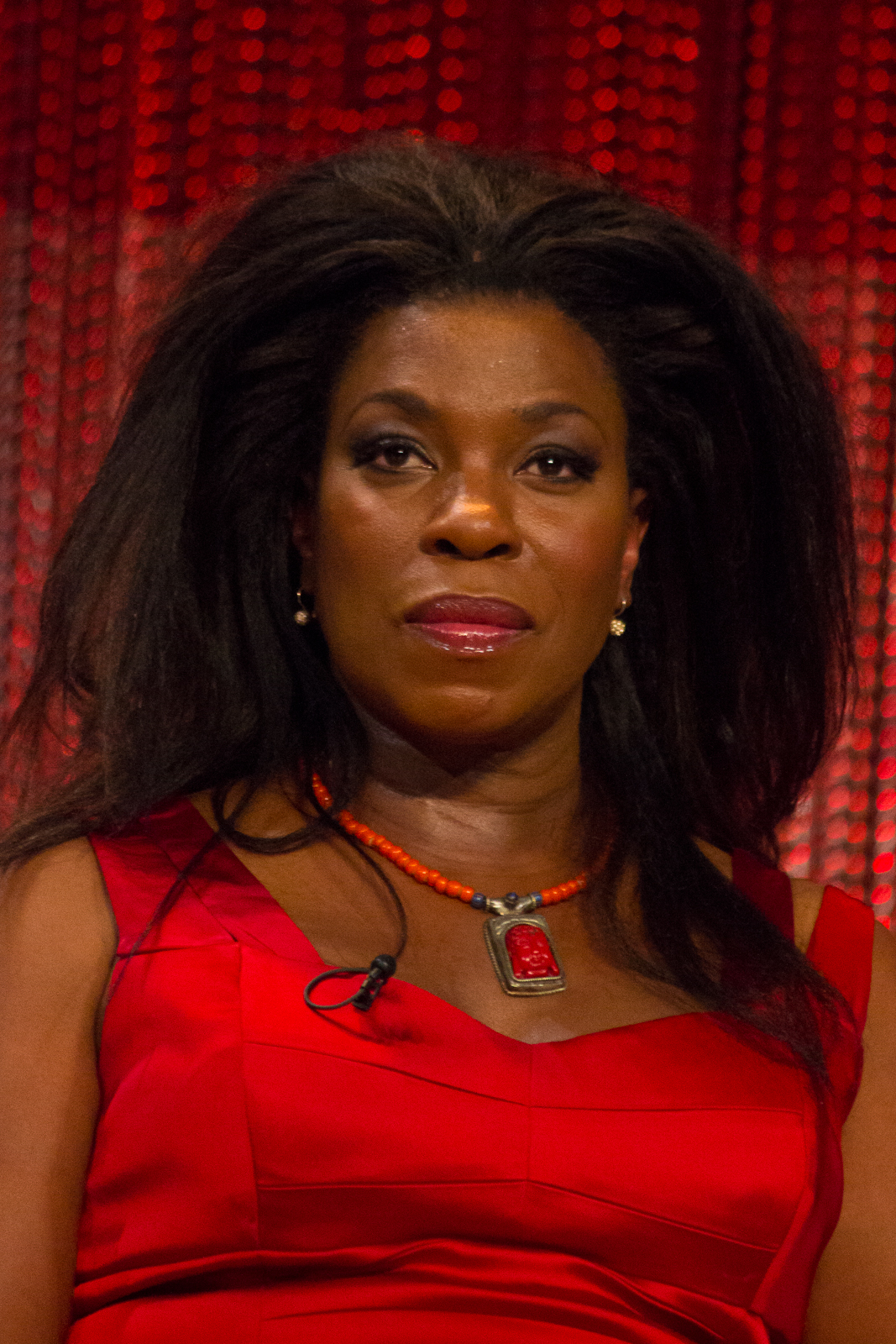
Lorraine Toussaint (* 1960)

- Toussaint, Louis (1826–1887), deutscher Genremaler
- Toussaint, Lucas (* 1996), französischer Fußballspieler
- Toussaint, Ludwig Otto (1766–1825), deutscher Fabrikant und Politiker
- Toussaint, Maike (* 1985), deutsche Schauspielerin, Sängerin und Kindermusikerin
- Toussaint, Marie (* 1987), französische Umweltaktivistin, Juristin, Politikerin (EELV), MdEP
- Toussaint, Meagan (* 1987), US-amerikanische Biathletin
- Toussaint, Michel (1922–2007), belgischer Politiker
- Toussaint, Olivier, französischer Komponist, Musikproduzent und Sänger
- Toussaint, Pierre (1766–1853), Ehrwürdiger Diener Gottes
- Toussaint, Reiner (1937–2013), deutscher Brigadegeneral der Bundeswehr
- Toussaint, René (1920–1993), belgischer Ordensgeistlicher, römisch-katholischer Bischof von Idiofa
- Toussaint, René (* 1958), deutscher Schauspieler und Hörspielsprecher
- Toussaint, Rudolf (1891–1968), deutscher Offizier, zuletzt General der Infanterie
- Toussaint, Shaquane (* 2005), grenadischer Leichtathlet
- Toussaint, Stephan, mauritischer Politiker
- Toussaint, Steve (* 1965), britischer SchauspielerSteve Toussaint (* 1965)

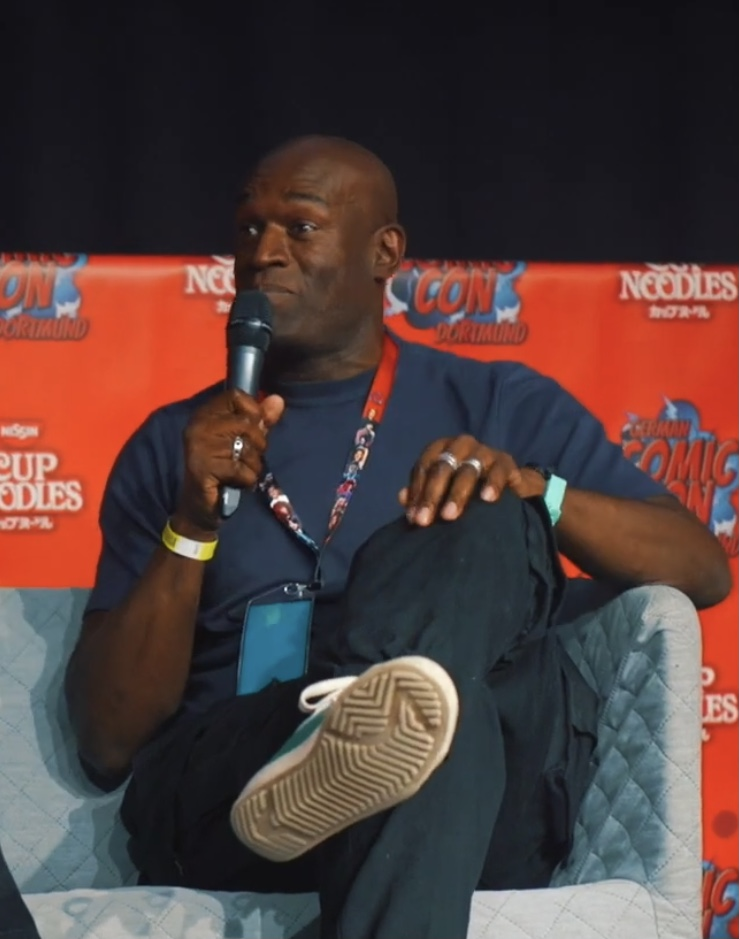
Steve Toussaint (* 1965)

- Toussas, Giorgos (* 1954), griechischer Politiker, MdEP
- Toussenel, Alphonse (1803–1885), französischer Schriftsteller, Utopist und Journalist
- Toussieng, Yolanda (* 1949), US-amerikanische Maskenbildnerin

### Tout
- Tout, Thomas Frederick (1855–1929), britischer Historiker
- Toutain, Jules (1865–1961), französischer Klassischer Archäologe und Religionshistoriker
- Toutain, Roland (1905–1977), französischer Schauspieler
- Toutain, Thierry (* 1962), französischer Leichtathlet
- Toutant, Sébastien (* 1992), kanadischer Snowboarder
- Toutenburg, Helge (1943–2009), deutscher Statistiker
- Touton, Johannes (1736–1800), deutscher Lehrer
- Toutonghi, Pauls (* 1976), US-amerikanischer Autor
- Toutoudaki, Spyridoula, griechische Sängerin
- Toutouh, Youssef (* 1992), dänischer Fußballspieler
- Toutoungi, Athanasios (1899–1981), syrischer Erzbischof
- Toutut-Picard, Élisabeth (* 1954), französische Politikerin (La République en Marche)

### Touv
- Touvet, François (* 1965), französischer römisch-katholischer Geistlicher und Bischof von Fréjus-Toulon
- Touvier, Paul (1915–1996), erster Franzose, der wegen Verbrechen gegen die Menschlichkeit verurteilt wurde
- Touvron, Guy (1950–2024), französischer Trompeter

### Touw
- Touw Hian Bwee (* 1943), indonesischer Schachkomponist
- Touw, Daphne (* 1970), niederländische Hockeyspielerin
- Touw, Piet van der (* 1940), niederländischer Radrennfahrer
- Touw, Pleuni (* 1938), niederländische Schauspielerin
- Touwaide, Alain (* 1953), belgischer Medizin- und Wissenschaftshistoriker

### Touy
- Touya, Anne-Lise (* 1981), französische Säbelfechterin
- Touya, Damien (* 1975), französischer Säbelfechter
- Touya, Gaël (* 1973), französischer Säbelfechter und Olympiasieger

### Touz
- Touzaint, Nicolas (* 1980), französischer Vielseitigkeitsreiter
- Touzani, Maryam (* 1980), marokkanische Filmschauspielerin, Drehbuchautorin und FilmregisseurinMaryam Touzani (* 1980)

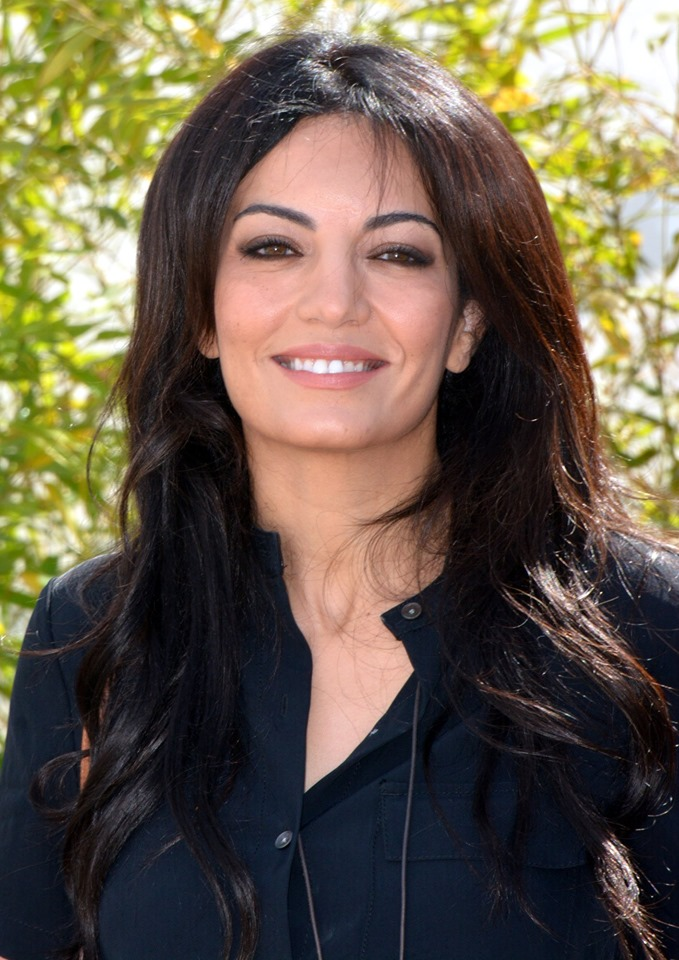
Maryam Touzani (* 1980)

- Touzé, Damien (* 1996), französischer Radrennfahrer
- Touzet, Corinne (* 1959), französische Schauspielerin, Produzentin und Regisseurin
- Touzet, René (1916–2003), kubanischer Pianist, Komponist und Bandleader
- Touzghar, Yoann (* 1986), tunesisch-französischer Fußballspieler
- Touzi, Nizar (* 1968), tunesisch-französischer Mathematiker
- Touzinsky, Scott (* 1982), US-amerikanischer Volleyballspieler